# 高崎亮平
高崎 亮平（たかさき りょうへい、1984年7月15日 - ）は、日本の元プロサッカー選手、指導者。

## 来歴
東京都葛飾区にある、当時通っていた青鳩幼稚園にてサッカーを始める。7歳年上の兄の影響がきっかけでもある。
小学生時代は地元サッカークラブであるFC葛飾でプレーし、小学6年生時に葛飾区選抜チームとして対戦したヴェルディとの試合をきっかけに、Jリーグヴェルディ川崎(現東京ヴェルディ)のジュニアユースチームに入団。
中学3年生時には、世界大会ナイキプレミアカップ・ワールドファイルに出場し、世界五位となる。大会中に対戦したスペインの強豪FCバルセロナには、当時、元スペイン代表でありFCバルセロナに所属していたイニエスタらがプレーをしていた。
この試合では、イニエスタにゴールを決められ2-3でFCバルセロナに敗れた。なお、FCバルセロナが本拠地とするカンプ・ノウでプレーした日本人選手は、この年代のヴェルディJrユース所属の選手たちが初めてだと言われている。
順位決定戦となる最終ラウンドでは、レアル・マドリードと対戦し、1-0で勝利し、世界5位となった。

中学卒業と同時に東京ヴェルディユースへ昇格。ユース卒業後にドイツへ渡る。
2003年にドイツ3部リーグ1.FCザールブリュッケンでプレーした後、ランデスリーガのASCドゥトバイラ、オーバリーガのSVロスバッハを経て、2008年に現役を引退。
現在は指導者として活動中。

## 所属クラブ
- 1997年 - 1999年 東京ヴェルディジュニアユース
- 2000年 - 2002年 東京ヴェルディユース
- 2003年   1.FCザールブリュッケン III
- 2003年7月 - 2006年6月  ASC Dudweiler
- 2006年7月 - 2006年12月  SV Rossbach
- 2007年 ASC Dudweiler

## タイトル
- 1999年 ナイキプレミアカップ･ワールドファイナル 世界5位